# Lely (Florida)
Lely és una concentració de població designada pel cens dels Estats Units a l'estat de Florida. Segons el cens del 2000 tenia 3.857 habitants.

## Demografia
Segons el cens del 2000, Lely tenia 3.857 habitants, 2.037 habitatges, i 1.179 famílies. La densitat de població era de 1.020 habitants/km².
Dels 2.037 habitatges en un 8,7% hi vivien nens de menys de 18 anys, en un 52,7% hi vivien parelles casades, en un 3,8% dones solteres, i en un 42,1% no eren unitats familiars. En el 37,8% dels habitatges hi vivien persones soles el 26,3% de les quals corresponia a persones de 65 anys o més que vivien soles. El nombre mitjà de persones vivint en cada habitatge era d'1,82 i el nombre mitjà de persones que vivien en cada família era de 2,33.
Per edats la població es repartia de la següent manera: un 8,1% tenia menys de 18 anys, un 2,8% entre 18 i 24, un 13,1% entre 25 i 44, un 25,8% de 45 a 60 i un 50,2% 65 anys o més.
L'edat mediana era de 65 anys. Per cada 100 dones de 18 o més anys hi havia 80,2 homes.
La renda mediana per habitatge era de 45.170 $ i la renda mediana per família de 57.361 $. Els homes tenien una renda mediana de 40.719 $ mentre que les dones 31.139 $. La renda per capita de la població era de 32.430 $. Entorn del 5,1% de les famílies i el 6,3% de la població estaven per davall del llindar de pobresa.

## Poblacions més properes
El següent diagrama mostra les poblacions més properes.